# Jere Karalahti

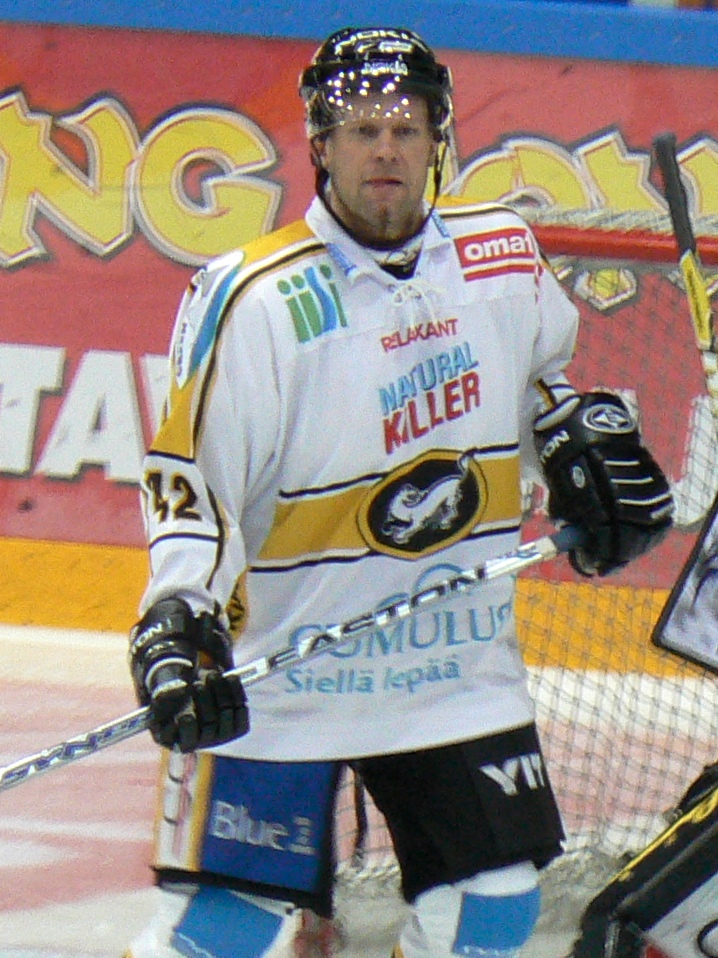
Jere Karalahti i Kärpät 2007

Jere Juhani Karalahti (född 25 mars 1975 i Helsingfors) är en finländsk före detta ishockeyback. Säsongen 2015/2016 spelade han för HV71 i SHL. I NHL spelade han för Los Angeles Kings och Nashville Predators.
Han draftades av Los Angeles Kings i sjätte omgången 1993. 
Säsongen 2008/2009 spelade han för Hamburg Freezers i DEL.
Innan han kom till Hamburg spelade han i Oulun Kärpät.
Hans ishockeyfostran skedde i HIFK i FM-ligan.
1999 for Karalahti över till Nordamerika där han på följande års vår fick speltid i Los Angeles Kings. Säsongen 2001/2002 fick han mindre speltid och flyttade till Nashville Predators, i mitten av 2002 åkte han fast för att ha använt droger och fick sex månaders spelförbud i NHL, vilket ledde till att han återvände till Finland. Detta ledde senare till att Jere Karalahti inte tilläts representera Finlands landslag i World Cup 2004.
I augusti 2016 avslutade Karalahti sin långa spelarkarriär.

## Statistik
| 1993-94         | HIFK                | FM-ligan        | 46  | 1  | 10  | 11  | 36   | -- | -- | -- | -- | --  |
| 1994-95         | HIFK                | FM-ligan        | 31  | 1  | 7   | 8   | 42   | 3  | 0  | 0  | 0  | 0   |
| 1995-96         | HIFK                | FM-ligan        | 36  | 4  | 6   | 10  | 102  | 3  | 0  | 0  | 0  | 4   |
| 1996-97         | HIFK                | FM-ligan        | 18  | 3  | 5   | 8   | 20   | -- | -- | -- | -- | --  |
| 1997-98         | HIFK                | FM-ligan        | 43  | 14 | 16  | 30  | 59   | 9  | 2  | 0  | 2  | 8   |
| 1998-99         | HIFK                | FM-ligan        | 49  | 11 | 22  | 33  | 65   | 11 | 1  | 1  | 2  | 10  |
| 1999-00         | HIFK                | FM-ligan        | 13  | 2  | 2   | 4   | 55   | -- | -- | -- | -- | --  |
| 1999-00         | Long Beach Ice Dogs | IHL             | 10  | 0  | 3   | 3   | 4    | -- | -- | -- | -- | --  |
| 1999-00         | Los Angeles Kings   | NHL             | 48  | 6  | 10  | 16  | 18   | 4  | 0  | 1  | 1  | 2   |
| 2000-01         | Los Angeles Kings   | NHL             | 56  | 2  | 7   | 9   | 38   | 13 | 0  | 0  | 0  | 18  |
| 2001-02         | Los Angeles Kings   | NHL             | 30  | 0  | 1   | 1   | 29   | -- | -- | -- | -- | --  |
| 2001-02         | Nashville Predators | NHL             | 15  | 0  | 1   | 1   | 12   | -- | -- | -- | -- | --  |
| 2003-04         | HIFK                | FM-ligan        | 45  | 7  | 16  | 23  | 148  | 12 | 3  | 4  | 7  | 2   |
| 2004-05         | HIFK                | FM-ligan        | 42  | 4  | 10  | 14  | 93   | 5  | 0  | 0  | 0  | 6   |
| 2005-06         | HIFK                | FM-ligan        | 20  | 4  | 11  | 15  | 43   | 11 | 1  | 2  | 3  | 2   |
| 2006-07         | HIFK                | FM-ligan        | 51  | 5  | 9   | 14  | 132  | 2  | 0  | 1  | 1  | 27  |
| 2007-08         | Kärpät              | FM-ligan        | 15  | 2  | 4   | 6   | 43   | -- | -- | -- | -- | --  |
| 2008-09         | Hamburg Freezers    | DEL             | 50  | 7  | 16  | 23  | 148  | 9  | 2  | 2  | 4  | 10  |
| 2009-10         | Hamburg Freezers    | DEL             | 47  | 5  | 14  | 19  | 193  | -- | -- | -- | -- | --  |
| 2010-11         | Blues               | FM-ligan        | 53  | 11 | 19  | 30  | 147  | 18 | 0  | 5  | 5  | 36  |
| 2011-12         | Dinamo Minsk        | KHL             | 54  | 7  | 7   | 14  | 90   | 4  | 0  | 2  | 2  | 6   |
| 2012-13         | Dinamo Minsk        | KHL             | 45  | 1  | 9   | 10  | 96   | -- | -- | -- | -- | --  |
| 2013-14         | Jokerit             | FM-ligan        | 56  | 8  | 27  | 35  | 76   | 2  | 0  | 0  | 0  | 14  |
| 2014-15         | Jokerit             | KHL             | 22  | 1  | 8   | 9   | 40   | -- | -- | -- | -- | --  |
| 2014-15         | HV71                | SHL             | 30  | 6  | 13  | 19  | 57   | 6  | 1  | 2  | 3  | 2   |
| NHL Totalt      | NHL Totalt          | NHL Totalt      | 149 | 8  | 19  | 27  | 97   | 17 | 0  | 1  | 1  | 20  |
| FM-ligan Totalt | FM-ligan Totalt     | FM-ligan Totalt | 524 | 77 | 164 | 241 | 1061 | 79 | 7  | 13 | 20 | 115 |